# Joseph O'Connor
En 2020, est publié en France "Le bal des ombres", situé dans le Londres de 1878 où l'on rencontre, autour du Lyceum Theatre  Ellen Terry, la Sarah Bernhardt anglaise; Henry Irving, grand tragédien shakespearien et Bram Stoker, administrateur du théâtre et futur auteur de Dracula. Autres figures croisées dans cet émouvant roman victorien, Oscar Wilde et Jack L'Eventreur. Mais le personnage principal demeure le théâtre.

En 2024 paraît "Dans la maison de mon père", brillant thriller littéraire inspiré de l'histoire vraie de Hugh O'Flaherty, prêtre irlandais rattaché au Vatican qui a défié les nazis et sauvé plus de 6000 juifs et soldats alliés de l'enfer de Rome occupée en 1943, aidé par un petit réseau d'amis résistants sous couvert de réunions d'une chorale.
Pour les articles homonymes, voir O'Connor.
Joseph O'Connor, né le 20 septembre 1963 à Dublin, est un écrivain irlandais. Il est le frère aîné de la chanteuse Sinéad O'Connor. 

## Biographie
Après des études à Dublin puis Oxford, il commence à écrire à plein temps en 1989. 
Pendant 10 ans, il est journaliste pour deux journaux : The Esquire et l’Irish tribune. 
Il vit maintenant[Quand ?] à Dalkey, un quartier sud de Dublin.
Joseph O’Connor fait partie des jeunes écrivains les plus talentueux  avec Roddy Doyle, Dermot Bolger et Colm Toibin. Il est de ceux qui ont donné un second souffle à la littérature romanesque en Irlande. Il a publié de nombreux ouvrages en anglais qui n'ont pas toujours été traduits en français, notamment sa trilogie romanesque, flanquée d'un essai satirique et d'un court roman, sur le « mâle irlandais », qui a connu un grand succès en Irlande, ainsi que des pièces de théâtre et des scénarios.[Interprétation personnelle ?]

## Œuvre

### Romans

#### Trilogie duIrish Male
- The Secret World of the Irish Male (1994)
- The Irish Male at Home and Abroad (1996)
- The Last of the Irish Males (2001)
- The Irish Male: His Greatest Hits (2009)[1]
- The Shorter Irish Male (2011)[2]

#### Autres romans
- Cowboys and Indians (1991) Publié en français sous le titre Le Dernier des Iroquois, traduit par Pierrick Masquart et Gérard Meudal, Paris, Phébus, coll. « D'aujourd'hui. Étranger », 2000  (ISBN 2-85940-654-9)
- Desperadoes (1993) Publié en français sous le titre Desperados, traduit par Pierrick Masquart et Gérard Meudal, Paris, Phébus, coll. « D'aujourd'hui. Étranger », 1998  (ISBN 2-85940-523-2) ; réédition, Paris, Phébus, coll. « Libretto » no 46, 2000  (ISBN 2-85940-651-4)
- The Salesman (1998) Publié en français sous le titre À l'irlandaise, traduit par Isabelle D. Philippe, Paris, Robert Laffont, coll. « Pavillons », 1999  (ISBN 2-221-08853-0) ; réédition, Paris, 10/18, coll. « Domaine étranger » no 3189, 2000  (ISBN 2-264-03067-4) ; réédition, Paris, Robert Laffont, coll. « Pavillons poche », 2006  (ISBN 978-2-221-10842-0)
- Inishowen (2000) Publié en français sous le titre Inishowen, traduit par Pierrick Masquart et Gérard Meudal, Paris, Phébus, coll. « D'aujourd'hui. Étranger », 2001  (ISBN 2-85940-736-7) ; réédition, Paris, Phébus, coll. « Libretto » no 139, 2003  (ISBN 2-85940-916-5)
- The Comedian (2000)
- Yeats is Dead! (2001), roman collectif en collaboration avec Anthony Cronin, Roddy Doyle, Hugo Hamilton, Marian Keyes, Frank McCourt, Pauline McLynn et Conor McPherson
- Star of the Sea (2002) Publié en français sous le titre "L'Étoile des mers" : adieu à la vieille Irlande, traduit par Pierrick Masquart, Gérard Meudal et Marie-Thérèse Carton-Piéron, Paris, Phébus, coll. « D'aujourd'hui. Étranger », 2003  (ISBN 2-85940-913-0) ; réédition, Paris, 10/18, coll. « Domaine étranger » no 4051, 2007  (ISBN 978-2-264-04674-1)
- Redemption Falls (2007) Publié en français sous le titre Redemption Falls, traduit par Carine Chichereau, Paris, Phébus, coll. « Littérature étrangère », 2007  (ISBN 978-2-7529-0271-9) ; réédition, Paris, 10/18, coll. « Domaine étranger » no 4241, 2009  (ISBN 978-2-264-04678-9)
- Ghost Light (2010) Publié en français sous le titre Muse, traduit par Carine Chichereau, Paris, Phébus, coll. « Littérature étrangère », 2011  (ISBN 978-2-7529-0460-7) ; réédition, Paris, 10/18, coll. « Littérature étrangère » no 4627, 2013  (ISBN 978-2-264-05909-3)
- The Thrill of it All (2014) Publié en français sous le titre Maintenant ou jamais, traduit par Carine Chichereau, Paris, Phébus, coll. « Littérature étrangère », 2016  (ISBN 978-2-7529-1027-1) ; réédition, Paris, 10/18, coll. « Littérature étrangère » no 5446, 2019  (ISBN 978-2-264-06994-8)

### Recueil de nouvelles
- True Believers (1991) Publié en français sous le titre Les Bons Chrétiens, traduit par Pierrick Masquart et Gérard Meudal, Paris, Phébus, coll. « D'aujourd'hui. Étranger », 1996  (ISBN 2-85940-422-8) ; réédition, Paris, Phébus, coll. « Libretto » no 310, 2010  (ISBN 978-2-7529-0433-1)
- Red Roses and Petrol (1995)
- Where Have You Been? (2012) Publié en français sous le titre Les Âmes égarées, traduit par Carine Chichereau, Paris, Phébus, coll. « Littérature étrangère », 2014  (ISBN 978-2-7529-0966-4) ; réédition, Paris, 10/18, coll. « Littérature étrangère » no 5143, 2016  (ISBN 978-2-264-06588-9)

### Essais
- Even the Olives are Bleeding: The Life and Times of Charles Donnelly (1993)
- Sweet Liberty: Travels in Irish America (1996)

### Théâtre
- Red Roses and Petrol
- The Weeping of Angels
- My Cousin Rachel - adaptation pour la scène du roman éponyme de Daphne du Maurier
- Handel's Crossing